# Secure Token

Электронный ключ Secure Token-337

Secure Token (от англ. Secure — безопасный и англ. Token — жетон, опознавательный знак) — это защищенное аппаратно-программное устройство, предназначенное для использования в инфраструктуре открытых ключей (PKI), платежных системах, системах доступа, сетевой безопасности, в качестве электронного идентификатора, носителя ключевой информации, а также средства формирования электронной цифровой подписи (ЭЦП) с неизвлекаемым закрытым ключом. Электронные ключи Secure Token разработаны и выпускаются украинской компанией «АВТОР».

## Назначение Secure Token
Основное назначение электронных ключей Secure Token заключается в обеспечении целостности, аутентичности и сокрытия содержания данных от навязывания неправдивой информации, включая средства электронной цифровой подписи и шифрования, а также защиты информации от несанкционированного доступа.

### Secure Token — это универсальный инструмент, предназначенный для использования в
- инфраструктуре открытых ключей (PKI);

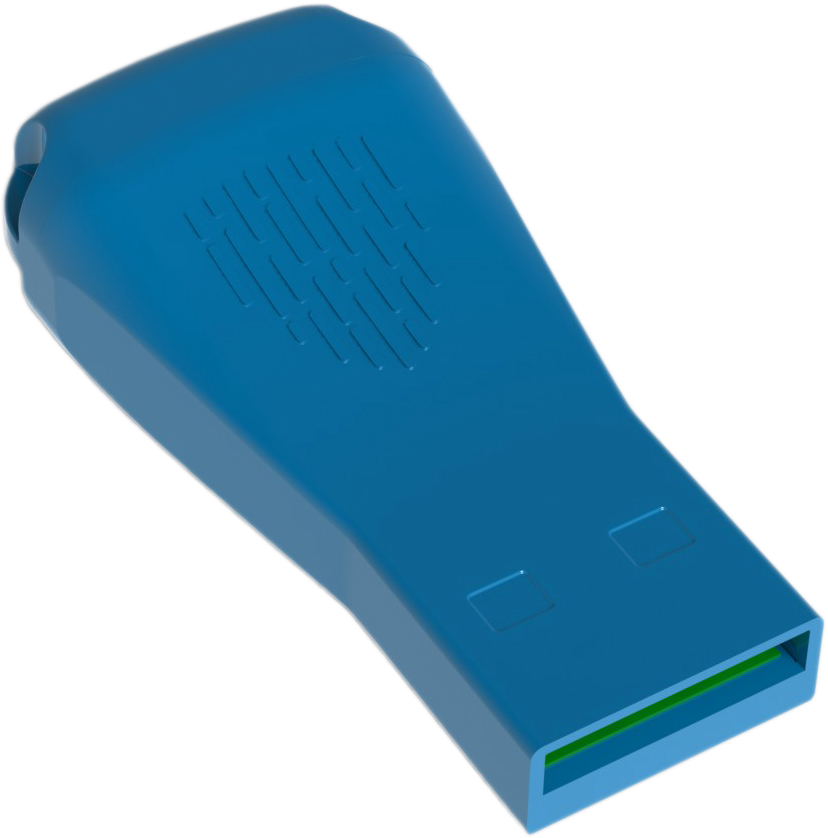
Миниатюрный электронный ключ Secure Token-337

- платежных системах;
- системах аутентификации;
- сетевой безопасности.

### Secure Token может применяется в качестве
- носителя ключевой информации;
- платежного средства;
- средства формирования ЭЦП, шифрования данных с неизвлекаемым закрытым ключом;
- электронного идентификатора.

## Технические особенности Secure Token
Электронные ключи SecureToken выполняются на базе смарт-чипов компании NXP Semiconductors — P5CC037.

### Основные технические характеристики чипа NXP P5CC037
- EEPROM — 36 кбайт;
- CPU — 8 бит, 8/16 бит, 16 бит;
- интерфейсы — контактный интерфейс ISO/IEC 7816;
- RAM — 6 кбайт;
- ROM — 200 кбайт;
- 5 металлических слоев толщиной 0,14 мм (CMOS технология);
- поддержка инфраструктур открытых ключей (PKI);
- сопроцессоры: ЕСС, dual/triple DES, RSA;
- соответствие международному критерию СС EAL5+;
- EEPROM с минимумом в 500 000 обращений и минимумом времени службы 25 лет.

## Уровни защиты смарт-чипа
Смарт-чип имеет несколько уровней защиты от несанкционированного доступа к сохраненной в нём информации: аппаратный, технологический и программный.

### Аппаратный уровень защиты
Аппаратный уровень защиты от несанкционированного доступа поддерживается ресурсом смарт-чипа P5CC037. Для этого в нём реализуются специальные датчики, устройства и элементы:
- детекторы пониженного и повышенного напряжения питания, тактовой частоты и температуры;
- стирание области RAM при сбросе или срабатывании датчиков;
- защита от высокочастотных помех;
- генераторы случайных чисел и тактов ожидания;
- скремблирование внутренних шин, шифрования RAM и EEPROM;
- аппаратная защита чтения областей ROM, EEPROM;
- уникальный идентификационный номер кристалла;
- защита от накопления статистических данных по энергопотреблению и времени выполнения команд;
- самотестирование структуры чипа;
- защита от подключений зондами.

### Технологический уровень защиты
На разных стадиях производства смарт-чипов применяются технологические приемы, которые затрудняют воссоздание структуры чипа и получение тайной информации. Создаются многослойные структуры кристаллов, ответственные части схемы (блоки шифрования памяти, сопроцессоры) размещаются внутри, создаются дополнительные слои металлизации. Данные мероприятия защищают чип от оптического и электронного сканирования, обеспечивают его разрушение при послойном спиливании.

### Программный уровень защиты
Программный уровень защиты реализуется средствами операционной системы (ОС) «УкрКОС 3.0». Гарантированный уровень безопасности ОС «УкрКОС 3.0» обеспечивается благодаря разделению ядра системы и разных дополнений, которые в свою очередь работают независимо друг от друга, имея персональные механизмы защиты. Все операции выполняются в защищенной памяти смарт-чипа. В ОС «УкрКОС 3.0» не существует команды, которая позволяет извлечь тайный ключ из памяти смарт-чипа.

## Основные возможности SecureToken
- Генерация ключевых данных и формирование ЭЦП в соответствии с ДСТУ 4145-2002 с длиной ключа — 163—509 бит.
- Шифрование/расшифрование данных в соответствии с ДСТУ ГОСТ 28147:2009.
- Вычисление хеш-функции (ГОСТ 34.311-95).
- Генерация случайной битовой последовательности.
- Генерация личных ключевых данных и формирование ЭЦП в соответствии с PKCS#1 RSA Cryptography Standard, с длиной ключа 512—2048 бит.
- Шифрование/расшифрование сообщений в соответствии с PKCS#1 RSA Cryptography Standard, с длиной ключа 512—2048 бит.
- Хранение на НКИ до 30 личных ключей.
- Операция резервирования ключей.

## Скоростные характеристики SecureToken
| Название стандарта               | Длина ключа, бит | Время формирования ЭЦП, мс |
| -------------------------------- | ---------------- | -------------------------- |
| ДСТУ 4145-2002                   | 191              | 30                         |
| ДСТУ 4145-2002                   | 257              | 50                         |
| ДСТУ 4145-2002                   | 509              | 185                        |
| PKCS#1 RSA Cryptography Standard | 1024             | 300                        |
| PKCS#1 RSA Cryptography Standard | 1536             | 1000                       |
| PKCS#1 RSA Cryptography Standard | 2048             | 2000                       |